# 布拉德福岩
布拉德福岩（英語：Bradford Rock）是南極洲的岩石，位於威爾克斯地，處於斯溫群島西北端，根據美國海軍拍攝的空中照片繪入地圖，現時由南極條約體系管理。